# María Consuelo Huertas Calatayud
María Consuelo Huertas Calatayud (Palma, 1959) es una política española. Fue presidenta del Parlamento de las Islas Baleares en la IX legislatura hasta el 25 de enero de 2017, cuando fue sucedida por Baltasar Picornell.

## Biografía
Nacida en Palma de Mallorca en 1959, es licenciada en Ciencias Políticas por la Universidad Nacional de Educación a Distancia UNED. De 1978 a 1991 trabajó en Servicios Informáticos, SERESCO. De 1991 a 1992, en COBEGA. Desde 1992 trabaja como funcionaria del Ayuntamiento de Marrachí, como Jefa de Sección de Urbanismo.

## Trayectoria
Militó en el PSIB-PSOE que abandonó en 2012 para hacer activismo social en la Plataforma de Afectados por la Hipoteca (PAH). En 2013 actuó como voluntaria en los Capuchinos y junto con otros activistas fundó la asociación ADIS (Asociación Dignidad y Solidaridad). En 2014 ingresó en Podemos de las Islas Baleares, en el que fue número 2 de la lista a las elecciones al Parlamento de las Islas Baleares de 2015. Propuso en la cámara rebajar el salario de los Parlamentarios un 15%, pero PP, PSIB-PSOE y MES rechazaron la propuesta, que quedó limitada a un 5%. Aplicó la rebaja del 15% a sí misma y a su personal de confianza. La adaptación de las retribuciones de los parlamentarios, la apertura a la ciudadanía y la modernización del Parlamento fueron los grandes objetivos de su Presidencia.

### Suspensión de militancia
El 7 de noviembre de 2016 el secretario de Organización de Podemos, Pablo Echenique informó que la Ejecutiva de su formación había decidido suspender cautelarmente su militancia. Las razones fueron manifestar en los órganos internos del partido su desacuerdo con los procesos de negociación de los presupuestos del Gobierno Balear. Tras la incoación de un expediente, el 5 de diciembre de 2016 la comisión de garantías democráticas de Podemos en Baleares decidió expulsarla del partido. Desde entonces adscrita al Grupo Mixto. El reglamento del Parlamento de las Islas Baleares establece que la Presidencia cesa al cambiar de Grupo Parlamentario, por lo que el 25 de enero de 2017 cesó en sus funciones. No asistió a la sesión de la mesa por decisión propia y para no condicionar a sus miembros.